# 大王鬼神蝦
大王鬼神蝦為十足目褐蝦科硬褐蝦屬的一種蝦。北海道知床半島的地方名為。

## 描述
大王鬼神蝦體長約25公分，是褐蝦科中最大型的物種。
主要分布於鄂霍次克海。

## 消費
大王鬼神蝦是一種食用蝦，為根室海峽的漁獲，北海道羅臼町將其稱為。但除了大王鬼神蝦外，被稱為的蝦子還包括北雑魚蝦（Sclerocrangon boreas）、黑雑魚蝦（Argis lar）、棘黒雑魚蝦（Argis toyamaensis ）等，請注意不要混淆